# Discoverer–0
A Discoverer–0 (1959-E01) a CORONA program keretében készült KH–1 típusu amerikai felderítő műhold prototípusa.

## Küldetés
Corona egy amerikai felderítő műhold-rendszer volt, amelyet a légierő (USAF) segítségével a CIA tudományos és technológiai igazgatósága üzemeltetett. A korai Corona kilövéseket a Discoverer–űrprogram mögé rejtették. Részben tudományos-technikai kísérletekre, illetve felderítési célokra alkalmazták.
A program célja, hogy a felderítési adatokat, képeket egy visszatérésre alkalmas kapszula hordozza. Elsősorban a Szovjetunió, valamit Kína területeiről gyűjtött – katonai és polgári – adatokat visszajuttatva lehetőséget adjon a támadó eszközök elhelyezéséről, mozgásáról, a kódolt kapcsolattartásról, a várható veszélyeztetésről, lehetővé téve a szükségszerű ellenintézkedéseket. A műholdrendszerrel igyekeztek kiváltani az U–2 felderítő repülőgépeket.

## Jellemzői
1959. január 21-én kísérleti, technikai próba céllal a légierő Vandenbergben lévő indítóállomásáról egy Thor-Agena A hordozórakétával lőtték a világűrbe. Az orbitális egység pályája elliptikus pálya – perigeuma és apogeuma jellemzően alacsony Föld körüli pálya (angolul: Low-Earth Orbit) (LEO). Kísérleti tömege 600 kilogramm, arányos volt a későbbiekben felbocsátott űregységekkel. Technikai okok – vezérlő egység hibája – miatt a tervezett program nem sikerült.

## Külső hivatkozások
- Discoverer–0. nasa.gov. (Hozzáférés: 2012. november 21.)

| Elődje: Kezdet | Discoverer műholdak 1959–1962 | Utódja: Discoverer–1 |